# 鶴田国昭
鶴田 国昭（つるた くにあき、1936年2月26日 - 2022年2月27日）は、日本出身の実業家。元コンチネンタル航空上級副社長。在住するアメリカ合衆国では息子「ジュン」の父として「ビッグ・ジュン」、そこから転じて「ジュン」とも呼ばれており、鶴田本人も「Kuniaki Jun Tsuruta」を名乗っている。

## 経歴

### 川崎重工退社まで
東京の大森で生まれ育つ。
小学校の時に第二次世界大戦が終結、日本は敗戦を迎えた。その時にアメリカ人の豊かさを目の当たりにし、日本が国際社会で生きてゆくためには英語が必須と考え、英会話の学習を始めた。中学・高等学校の授業だけでなく、英会話教室に通ったり、米軍施設内の店舗でのアルバイトを行い、英会話の習得に努めた。19歳の時に3歳年上の女性と結婚し、父親となるが、大学に通う合間に働いて生活費を稼ぐという苦しい生活を送った。しかし、その間も英語の勉強は続けていた。
1958年に川崎重工に入社、英会話能力を見込まれて、通訳や英語のマニュアルの翻訳などに携わる。1961年には資材部に異動、1964年には日本航空機製造へ出向、1965年にはYS-11のプロダクトサポート担当としてフィリピンのフィリピナス・オリエント航空に派遣された。1967年から1974年まではピードモント航空へ派遣され、YS-11のプロダクトサポートを担当した。

### アメリカで航空業界へ
1974年に川崎重工を退社し、アメリカ移住の上ピードモント航空へ入社。1978年には整備部長に着任した。この時期に、当時ウエスタン航空で整備部長の職にあったゴードン・ベスーンと出会い、ベスーンをピードモント航空の自分の上司としてヘッドハンティングすることになった。1984年にはピードモント航空の資材担当副社長となったが、当時のアメリカ航空業界では、企業の上層部に日本人を起用するのは極めて異例のことであったという。当時、社内にまだ残っていた男女差別を撤廃したことで、「異色の日本人マネジメント」としてNBCから取材を受けている。
ピードモント航空での購買に関する逸話も多い。以下はごく一部の例である。
- ボーイング737の購入にあたって、新造機で30%もの値引きをさせた。
- ピードモントで15年以上使用したYS-11を売却する際に、新機材として導入したときの倍の価格で売却した。
- 燃料をベネズエラからタンカーごと購入し、会社の備蓄タンクに入らない分は1ガロン当たり3セントを上乗せしてタンカーごと売却した。

USエアとの合併の際に交渉記録を見た担当者は「鶴田はシャイロック（『ヴェニスの商人』に登場する金貸し）か?」と驚いたという。
1989年、ピードモント航空がUSエアに買収されると同時に同社を退職。ミッドウェイ航空に入社し、規制緩和下での業務改善に努めたが、1991年11月にミッドウェイ航空は倒産。ノースカロライナで倉庫業を始めたほか、ボーイングのコンサルタントとしてLOTポーランド航空の再編に携わった。

### コンチネンタル航空再建
1994年2月、ゴードン・ベスーンの誘いを受けコンチネンタル航空の上級副社長として入社。資材部で在庫や購買コストの見直しを行った。また、現業部門を視察し、従業員の職場環境の改善も行なった。従業員の士気を高めることは、ゴードン・ベスーンの策定した再生プランである「Go-Forward plan」（前進プラン）の方針にも合致するものであり、就任当時には業界最下位であった定時運航や荷物紛失率などを、約1年で業界トップにして、同社の再建に貢献した。
再建が軌道に乗った1996年には、騒音規制に対応する方策として、保有機材の6割を新機材に置き換えることを提案。その主張が認められた結果、1999年には同社の航空機の平均使用年数は7.4年となった。
2003年3月に退社、同社顧問となる。
コンチネンタルがユナイテッド航空と経営統合した後は、日本航空・三菱航空機シニアアドバイザー、コミー株式会社顧問に転身する。
2022年2月27日、テキサス州ヒューストンのハーマン記念病院において満86歳で亡くなった。

## エピソード
- アメリカ在住となってから、アメリカの社会に溶け込み認められるために、身の回りのものは全てアメリカ製で揃え、アメリカの時事の話題にも目を配っていた。噛みタバコまで覚えてしまい、やめられないという[10]。
- 業者との交渉の中で、相手の不誠実さに怒りを覚え「ヤンキーは俺たちをレッドネックと馬鹿にする」と怒鳴ったという。ゴードン・ベスーンによると、その様子は「誰がどう見ても日本人なのに、誰よりも南部アメリカ人らしかった」という[11]。
- ゴードン・ベスーンから「業界では、ジュンの名前を聞いただけで青ざめる人がいる」と言われたという[12]。
- アメリカ社会に溶け込むべく、ジョークのセンスを磨いた。その結果、部下いわく「アメリカ人でも脱帽するほど」のセンスという。また、ジョークの延長で、部下のアメリカ人女性に日本語での挨拶を教えるときに、男性への挨拶として「今日も立ってるかい?」と教えたという[13]。

## 家族
3歳年上の妻、1男1女の父。妻はノースカロライナに在住。長男はコンチネンタル航空に勤務している。